# Huggins (cráter marciano)

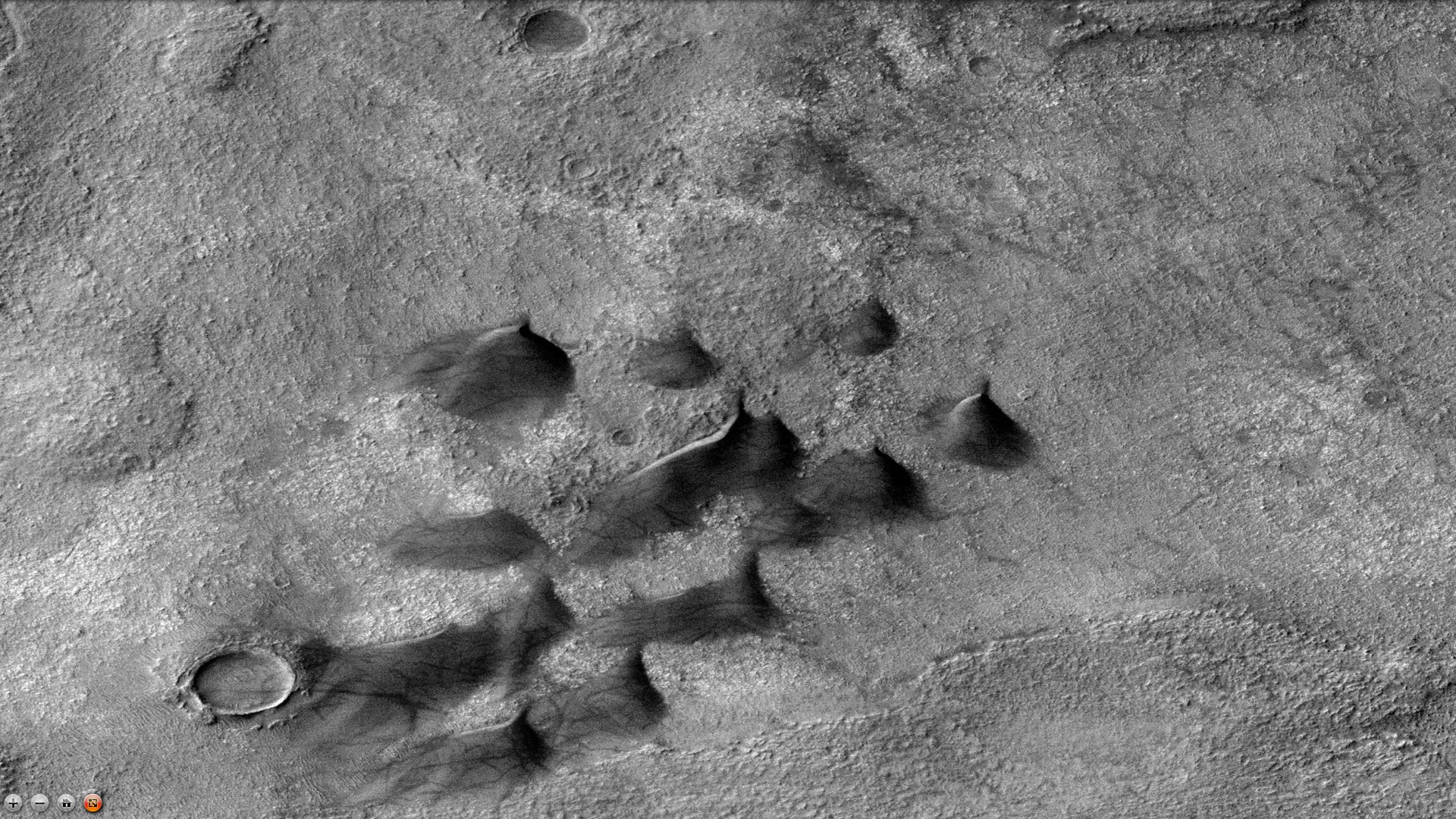
Dunas y marcas de torbellino más oscuras sobre el suelo del cráter Huggins, (Imagen CTX) (Ampliación de la imagen anterior).

Huggins es un cráter de impacto en el cuadrángulo Eridania de Marte, localizado en las coordenadas 49,4° de latitud sur y 204,4° de longitud oeste.Tiene unos 86 km de diámetro. Recibió su nombre como un homenaje al astrónomo británico William Huggins. La designación fue aprobada en 1973 por la Unión Astronómica Internacional (WGPSN). Las fotografías de la misión Mars Reconnaissance Orbiter muestran una serie de marcas de torbellino sobre las dunas del interior del cráter.
| [[File:Wikihuggins.jpg\|1200px\|alt={{{Alt\|{{{descripción}}}]] |
| Cráter Huggins, fotografía de la cámara CTX a bordo del Mars Reconnaissance Orbiter. Borde oeste y noreste del cráter (El norte, hacia la izquierda de la fotografía). |